# Candy (Doja Cat)
Candy è un singolo della rapper statunitense Doja Cat, pubblicato il 23 marzo 2018 come secondo estratto dal primo album in studio Amala.

## Pubblicazione
Nonostante fosse uscito nel marzo 2018, il brano è divenuto virale a partire dall'autunno 2019 grazie a una challenge su TikTok.

## Tracce
Testi e musiche di Amala Zandile Dlamini, David Sprecher, Joshua Karp e Cameron Bartolini.
1. Candy – 3:10

## Classifiche

### Classifiche settimanali
| Classifica (2019-20) | Posizione massima |
| -------------------- | ----------------- |
| Australia            | 92                |
| Belgio (Fiandre)     | 78                |
| Canada               | 55                |
| Irlanda              | 81                |
| Romania              | 70                |
| Stati Uniti          | 86                |

### Classifiche di fine anno
| Classifica (2020) | Posizione |
| ----------------- | --------- |
| Canada            | 92        |